# Victor Fung

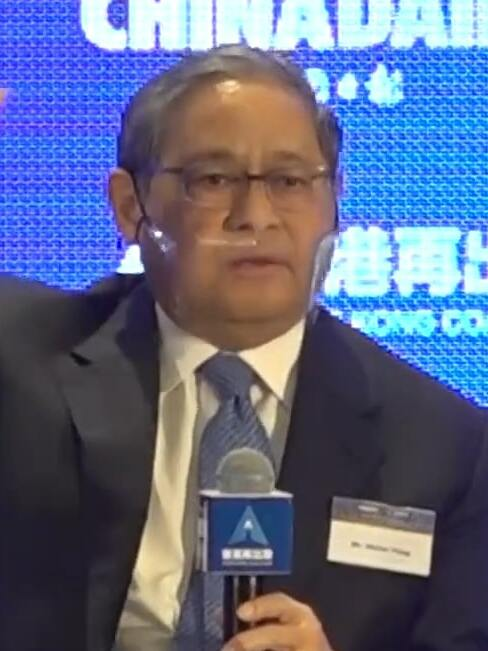
Victor Fung (2021)

Victor Fung Kwok-king (chinesisch 馮國經 / 冯国经, Pinyin Féng Guójīng, Jyutping Fung4 Gwong3ging1, kantonesisch Fung Kwok-king; * 1946 in Hongkong), manchmal auch als Victor K. Fung bekannt, ist ein chinesischer Unternehmer.

## Leben
Fung kontrolliert gemeinsam mit seinem jüngeren Bruder William Fung Kwok-lun – 馮國綸 / 冯国纶 – das chinesische Einzelhandelsunternehmen Li & Fung. Nach Angaben des US-amerikanischen Forbes Magazin gehört Fung zu den reichsten Chinesen. Fung ist verheiratet und hat drei Kinder.

## Preise und Auszeichnungen (Auswahl)
- Ehrenbürger der Stadt Peking